# Volp (rivier)

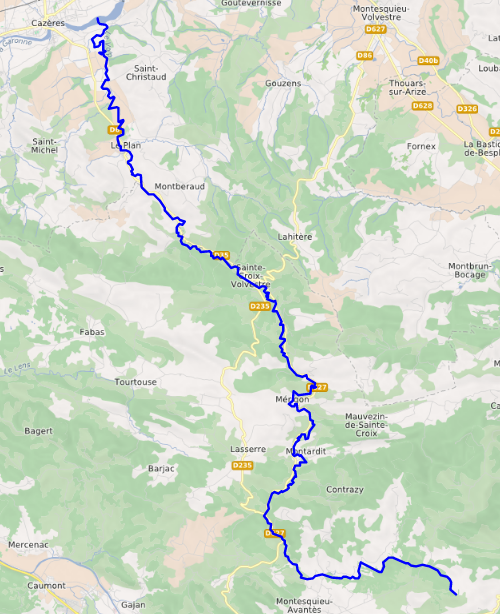
Loop van de Volp

De Volp is een 40,3 kilometer lange zijrivier van de Garonne in de Franse departementen Ariège en Haute-Garonne. Ze ontspringt in de gemeente Lescure op 545 meter hoogte en stroomt overwegend in noordwestelijke richting. Ze mondt uit in de Garonne in de gemeente Saint-Christaud en Gensac-sur-Garonne, en aan de overkant van Cazères, op 234 meter hoogte.